# Chuao
Chuao es una parroquia venezolana ubicada en una zona costeña en el extremo norte del municipio Santiago Mariño, estado Aragua, Venezuela. Famoso por 400 años de sembradíos de cacao criollo (Theobroma cacao), que es la especie que produce la semilla de cacao de más alta calidad del mundo y que corre el riesgo de extinción. Chuao está ubicado en las faldas de la cordillera de la Costa, lo que le añade los elementos naturales peculiares de la faja litoral del parque nacional Henri Pittier. La palabra Chuao es una palabra indígena que, en lengua caribe, significa o tiene relación con el agua.

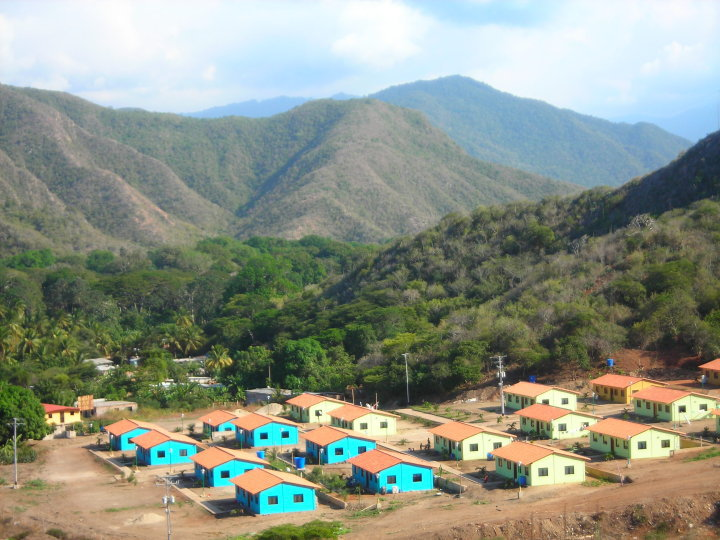
Pueblo de Chuao.

Después del cultivo de cacao, la pesca de mar es en la actualidad la segunda actividad en importancia para la comunidad. Para el 2007, el cacao de Chuao es el único en Venezuela que tiene el respaldo de un certificado de denominación de origen.

## Ubicación
Atravesado por el río Chuao, la parroquia de Chuao está ubicada en un hermoso y profundo valle de la cuenca del río, entre las poblaciones de Choroní y Maya. El pueblo es el corazón de los 160 kilómetros cuadrados (61,8 mi²) de superficie terrestre de la parroquia, el cual se encuentra a 6 kilómetros del mar Caribe, accesible por carretera de concreto, a donde también desemboca el río. No existen carreteras que conduzcan a Chuao, las dos únicas vías son por mar desde Puerto Colombia en Choroní por el oeste o atravesando las montañas que rodean el picacho de Turmero hacia Pico El Cenizo o Topo El Guayabo en el parque nacional Henri Pittier por la famosa ruta del cacao que consta de caminos de recuas o viejos senderos de herradura que permanecen transitables a pie y conducen a Guayabita y Trincherón, suburbios de Turmero vía El Paraíso, Sabaneta y Cepe.

## Demografía
La pequeña población que habita en Chuao constituyen un 99,5% de nativos de la zona, la mayoría de los cuales son descendientes de los antiguos esclavos africanos traídos a partir del siglo XVII para cultivar el cacao en las haciendas coloniales. El pueblo fue desarrollado alrededor del “patio de secado” de cacao, con una pequeña iglesia en un extremo, y la Casa Grande, también de estilo colonial. Anterior a ello, el área del Valle de Chuao fue asiento de grupos indígenas caribes que tenían contactos con los indígenas habitantes de la cuenca del lago de Valencia por el camino Chuao-Turmero atravesando la selva nublada del parque nacional Henri Pittier.

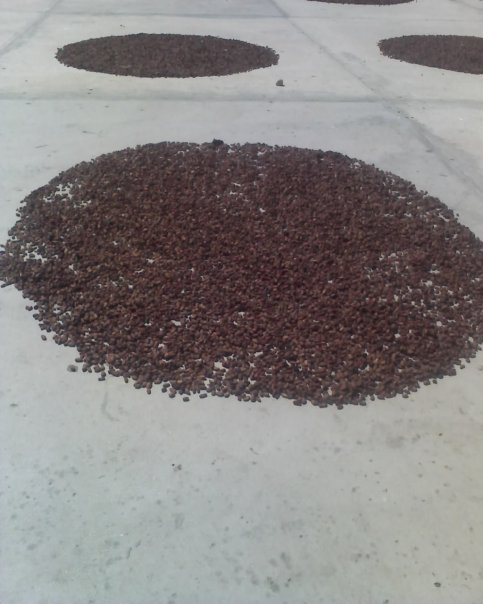
Granos de Cacao esparcidos por el suelo en Chuao

## Iglesia de Chuao

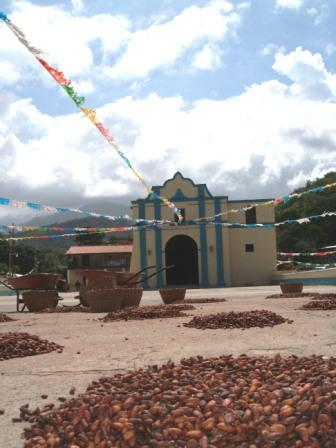
Plaza de Secado frente a la iglesia de Chuao.

La pequeña iglesia de la Inmaculada Concepción de Chuao fue construida en 1772 en sustitución de una antigua capilla. Fue declarada Monumento Nacional según Gaceta Oficial No 26.320 de fecha 2 de agosto de 1960.
El exterior de la iglesia es de dos cuerpos con remate en frontón mixtilíneo y serie de dobles pilastras flanqueando el vano de acceso principal con un arco de medio punto. Cornisas 
sencillas definen y componen la fachada. El interior cuenta con un presbiterio y sacristía a lo largo 
del 
testero y en el 
lateral derecho una torre campanario. La iglesia aún cuenta con valiosas imágenes religiosas coloniales incluyendo una de San Nicolás de Bari en madera y lienzo. 

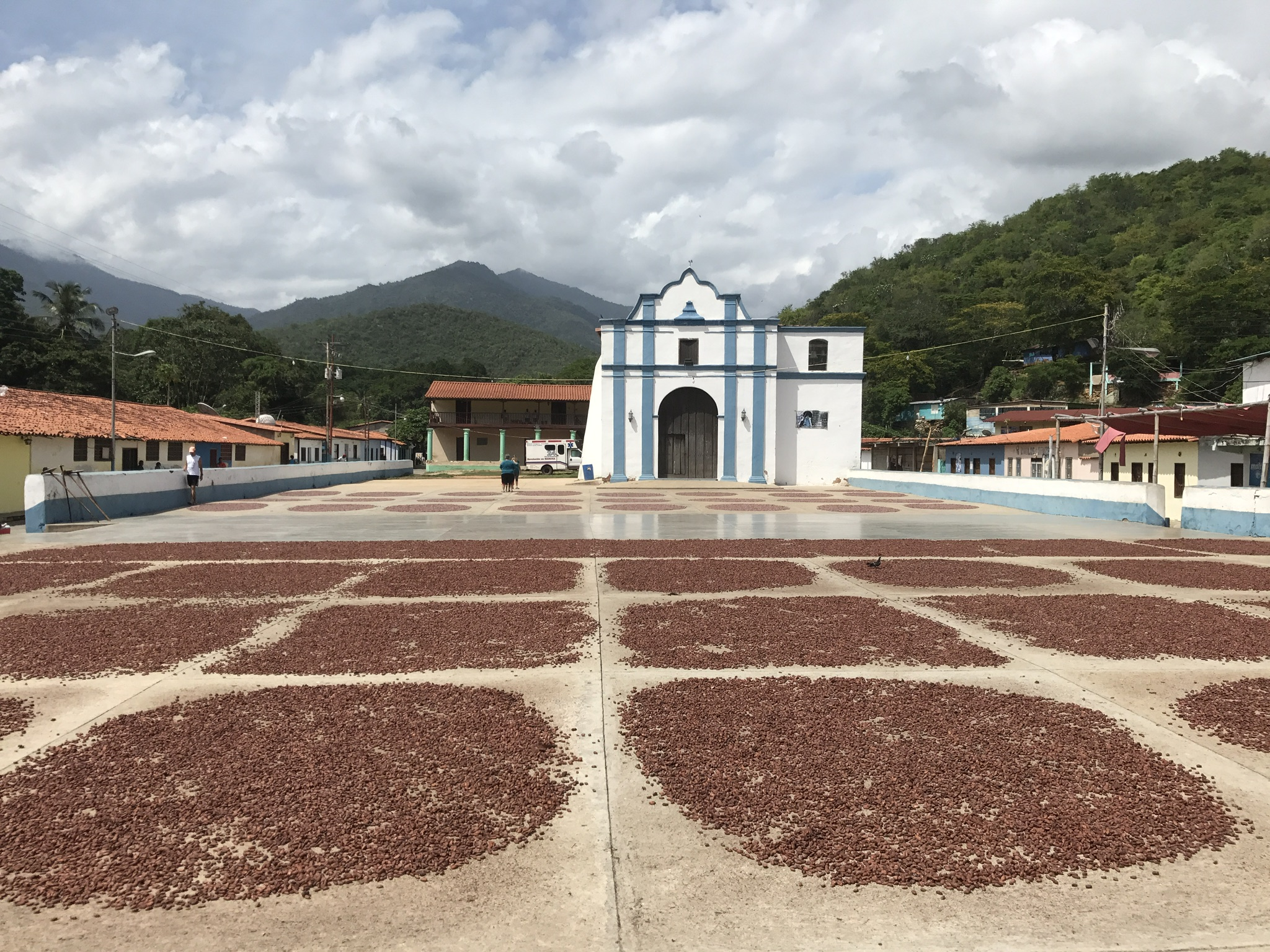
Cacao Chuao 1

## Cruz del perdón
En las afueras del patio de la iglesia de Chuao, en el lado izquierdo, dando el frente a la calle Real y a la plaza Bolívar del pueblo se encuentra ubicado una cruz de madera conocida como la Cruz del Perdón que data desde los tiempos de la colonia en la que si un esclavo perseguido lograba llegar a la cruz y se arrodillaba frente a ella, no podía ser castigado y automáticamente se le absolvía de su culpa. La antigua cruz de madera de palo de rosa fue recientemente sustituida por otra de madera, y se cuenta que la persona que botó la cruz antigua recibió un mensaje que la hizo regresar a Chuao a buscar la cruz original colocándola de nuevo adosada a la más nueva. Es por esto que ahora hay dos cruces, las cuales continúan siendo un símbolo de protección de la comunidad y juega un papel vital en las festividades del Corpus Christi. 
Otras versiones indican que la cruz del perdón era el lugar donde los esclavos eran traídos para ser castigados y perdonados por sus violaciones o transgresiones.

## Diablos de Chuao
El miércoles, en vísperas del Corpus Christi, en Chuao se produce un desfile que comienza con el llamado primer repique, parte de las danzas de los Diablos de Chuao. De acuerdo con la constancia de los participantes, se dividen en jerarquías: los diablos rasos, un capataz y dos o tres capitanes.
Los trajes se confeccionan con telas de colores llamativos y constan de una camisa o bombacho, un pantalón largo y alpargatas adornadas con diversos colores. También se ubican tres cruces de palma en el traje, una en la parte del pecho, otra en la espalda y la última en el pantalón, un detalle que simboliza protección del mal. Las máscaras son negras, sin orejas ni cachos largos y tienen la mirada dispuesta hacia arriba. 
El primer capitán es el más anciano y el único diablo en llegar danzando hasta la iglesia. El resto, que puede sumar más de 200 participantes, llegan hasta la cruz del perdón donde el sacerdote simbólicamente les bendice con agua bendita. Finalmente los diablos tendidos en la plaza se quitan las máscaras y se dirigen hasta la Casa del Santo, donde uno a uno va entrando dibujando cruces con sus pies a medida que entran. Desde ese momento y continuando al son del tambor de los músicos, la mayoría de los habitantes y turistas se reúne para bailar y disfrutar la noche de Chuao hasta el día siguiente, Corpus Christi.
Los Diablos danzantes de Chuao ingresaron, junto con otras 11 cofradías del país, a la lista representativa del Patrimonio Cultural Inmaterial de la Humanidad que aprueba la Organización de la Naciones Unidas para la Educación, Ciencia y la Cultura (Unesco), en París, el 6 de diciembre del año 2012.
Once cofradías, enraizadas en igual número de comunidades de
Venezuela desde hace cerca de cuatrocientos años, se rinden ante el
Santísimo Sacramento, el noveno jueves después del Jueves Santo,
integrados a la celebración católica del Corpus Christi. En cada
una de estas comunidades, las vestimentas, los bailes e instrumentos
utilizados son diferentes, pero tienen en común una ceremonia plena
de religiosidad popular, devoción y fe desprendida, en la que
concurren los elementos de las culturas africanas y originarias, en
una tradición transmitida de padres a, signada por la participación
popular, la resistencia cultural, el desarrollo de vínculos
solidarios y la celebración de la espiritualidad.